# جيفري تالان
جيفري تالان (بالهولندية: Jeffrey Talan)‏ (29 سبتمبر 1971 بكاتفايك في هولندا - ) هو لاعب كرة قدم هولندي في مركز الوسط. شارك مع منتخب هولندا لكرة القدم. أما مع النوادي، فقد لعب مع أدو دين هاغ ونادي هيرنفين.

## وصلات خارجية
- جيفري تالان على موقع قاعدة بيانات كرة القدم.إي يو (الإنجليزية)
- جيفري تالان على موقع ناشيونال فوتبول تيمز (الإنجليزية)
- جيفري تالان على موقع عالم كرة القدم.نت (الإنجليزية)